# Juliusz Jung

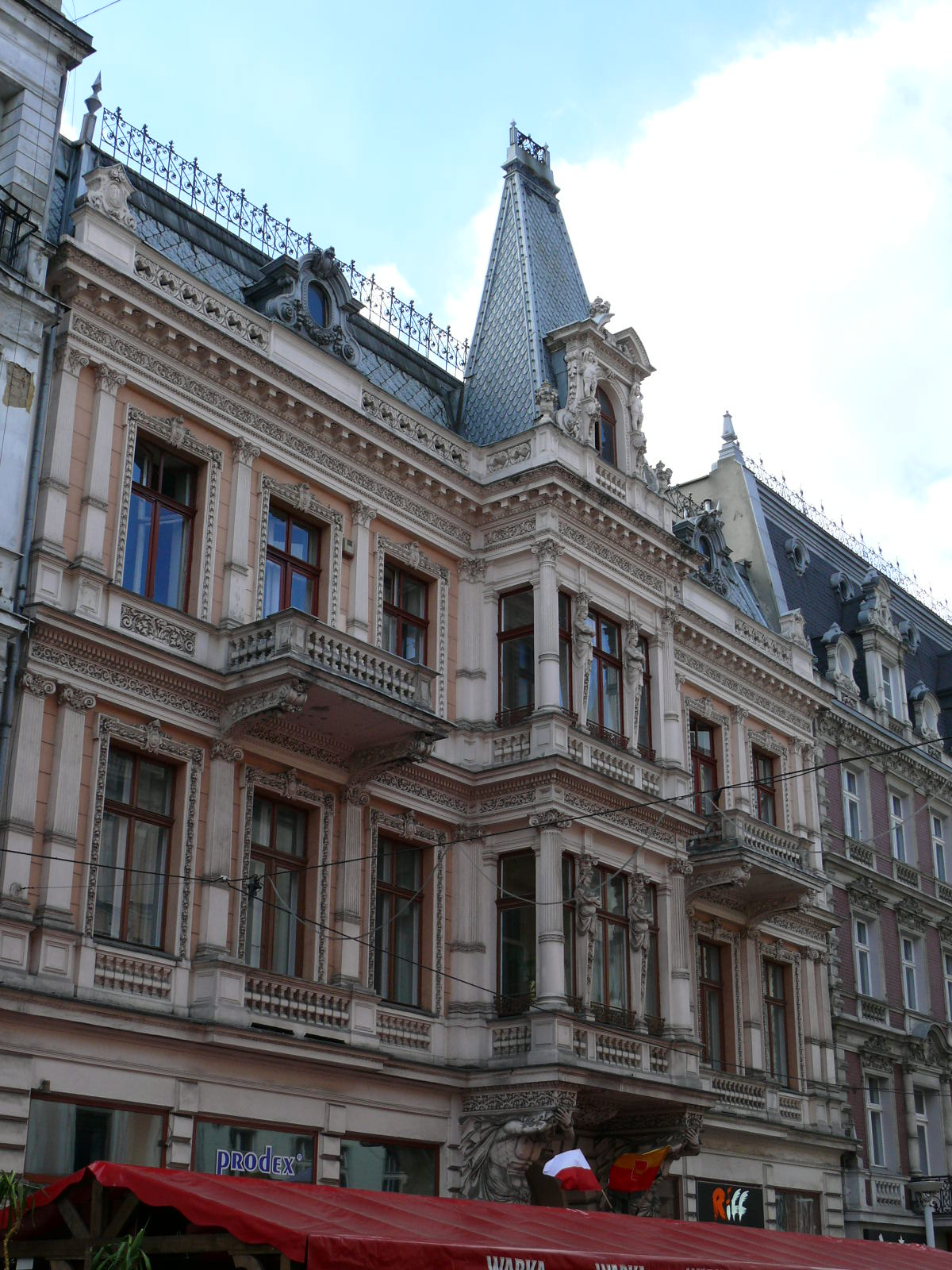
Kamienica Konstadta przy ul. Piotrkowskiej 53

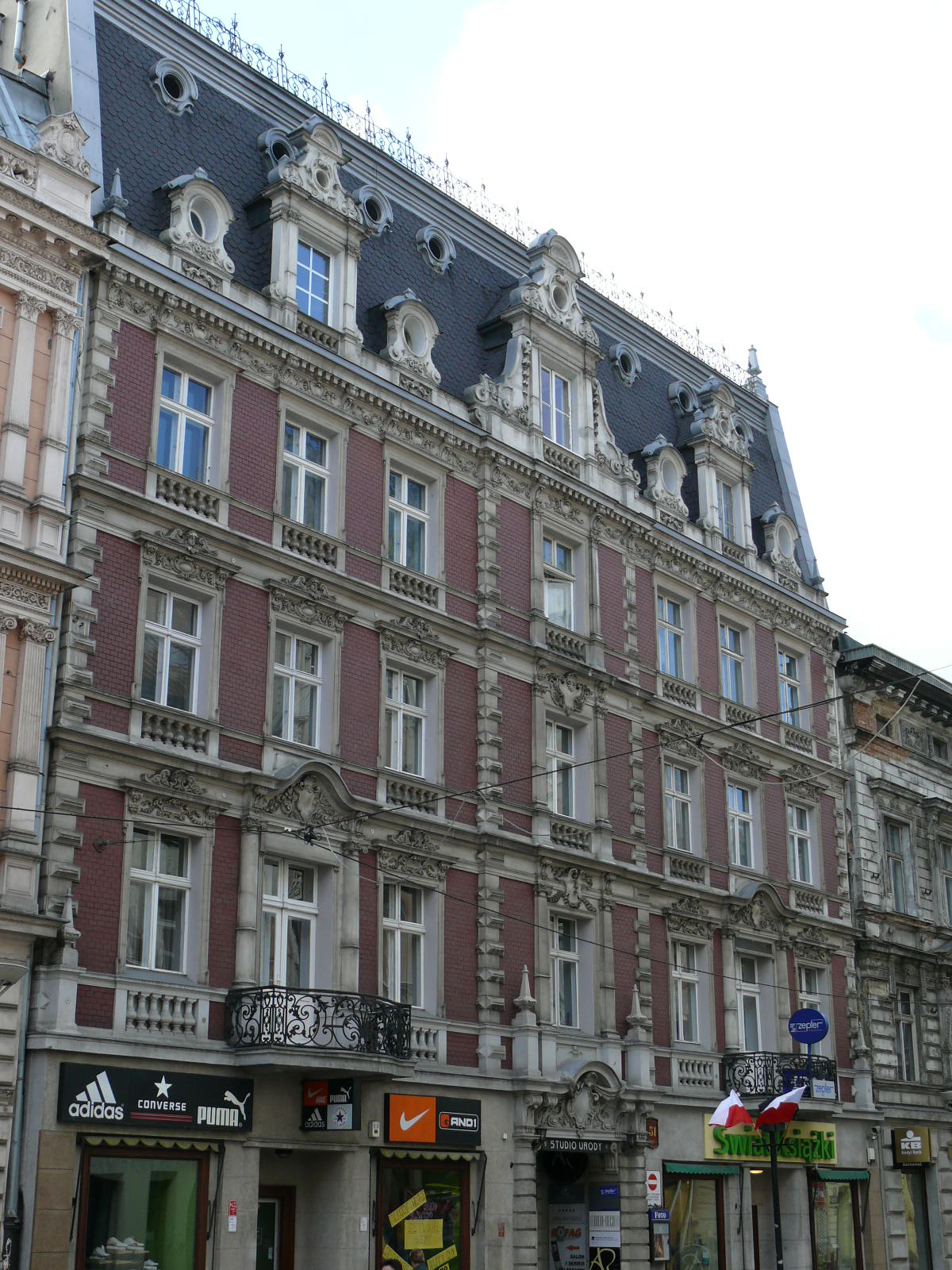
Kamienica Poznańskich przy ul. Piotrkowskiej 51

Juliusz Jung także Adolf Jung (ur. 1837 w Stuttgarcie ?, zm. 1916 w Kaltentahl k. Stuttgartu) – niemiecki architekt, działający w Łodzi, m.in. projektant pałacu Poznańskiego przy ul. Ogrodowej.

## Życiorys
W 1860 roku ukończył paryską École des Beaux-Arts, a w 1867 Politechnikę w Stuttgarcie. Około 1884 roku przybył do Łodzi i objął stanowisko budowniczego zakładów Poznańskiego (do ok. 1900). Pracował przy budowie synagogi “postępowej” przy ul. Spacerowej (1881–1887) według projektu Adolfa Wolffa.
Prawdopodobnie był autorem pierwszego projektu przędzalni Poznańskiego przy ul. Ogrodowej z 1876 roku. Prowadził prace (ok. 1884–1900) przy jej odbudowie oraz przy innych budowlach przemysłowych zakładów Izraela Poznańskiego. Projektant budowy pałacu Poznańskiego przy ul. Ogrodowej, prawdopodobnie pierwszej wersji z 1888, częściowo tylko zrealizowanej, oraz nowej wersji z 1898, realizowanej do 1902.

## Wybrane dzieła
- 1885 – Kamienica Konstadta przy ul. Piotrkowskiej 53
- 1886 – Dom zakładów Geyera przy ul. Piotrkowskiej 74[1]
- 1886–1890 – Szpital Żydowski Fundacji małżeństwa Poznańskich przy ul. Nowo-Targowej 1/3 (dzisiaj Sterlinga)
- 1891 – Pałac Jakuba Hertza przy ul. Spacerowej (al. Kościuszki 4)
- 1888–1903 – Pałac Izraela Poznańskiego przy ul. Ogrodowej
- 1895 – przebudowa kamienicy Poznańskich przy ul. Piotrkowskiej 51

### Galeria

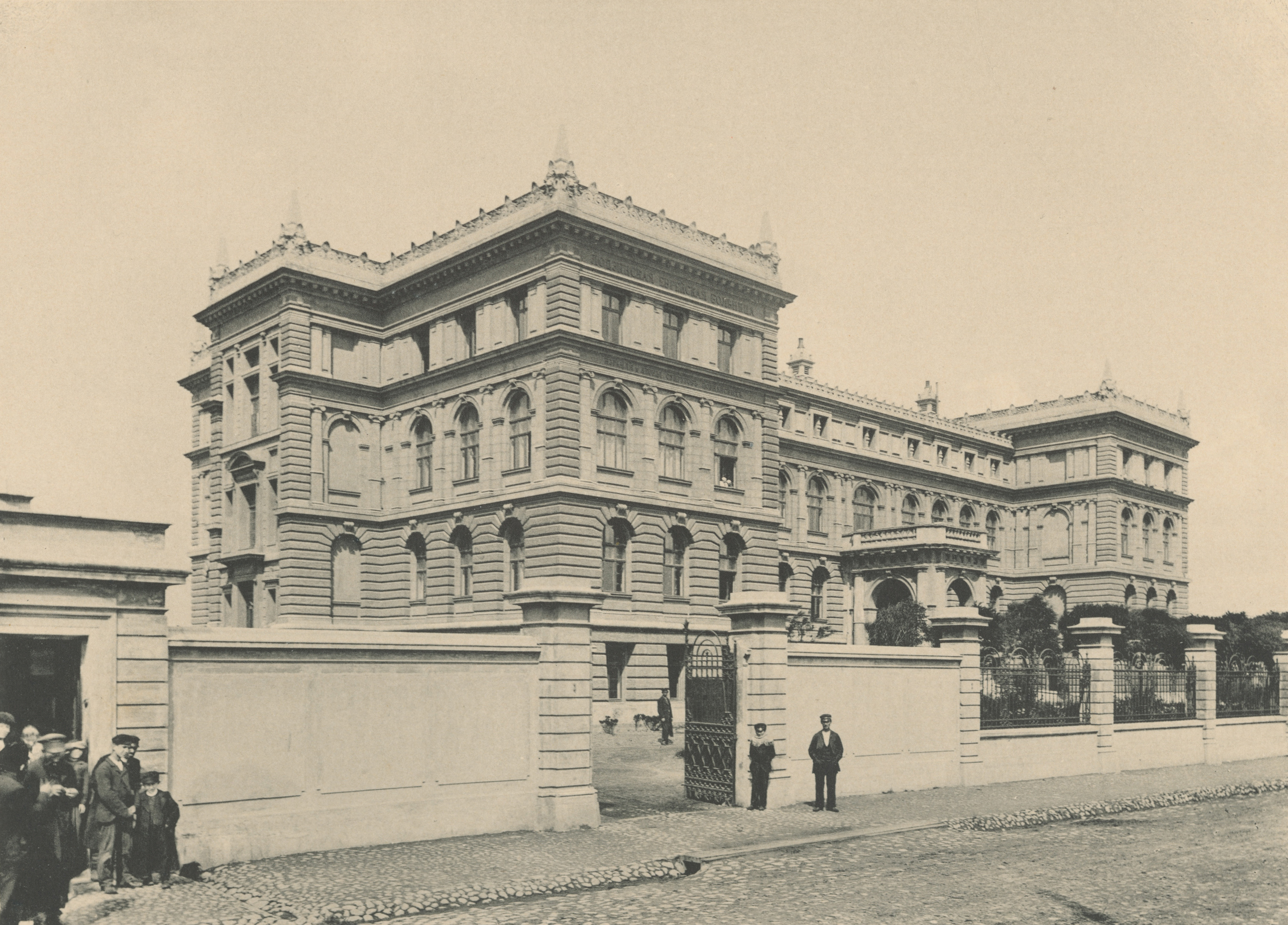
Szpital Żydowski fundacji małżeństwa Poznańskich
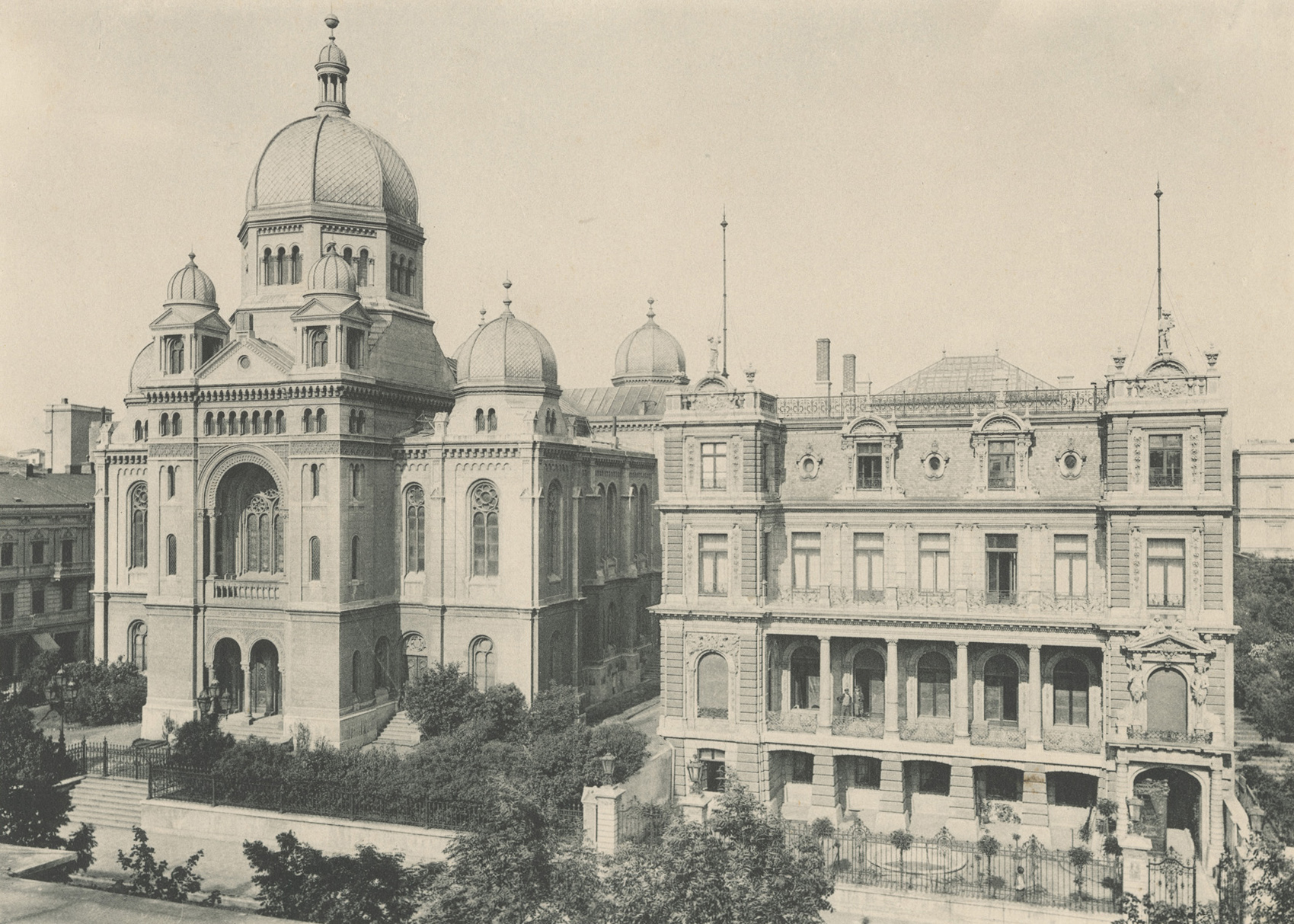
Pałac Jakuba Hertza, obok synagogi postępowej